# 推覆體

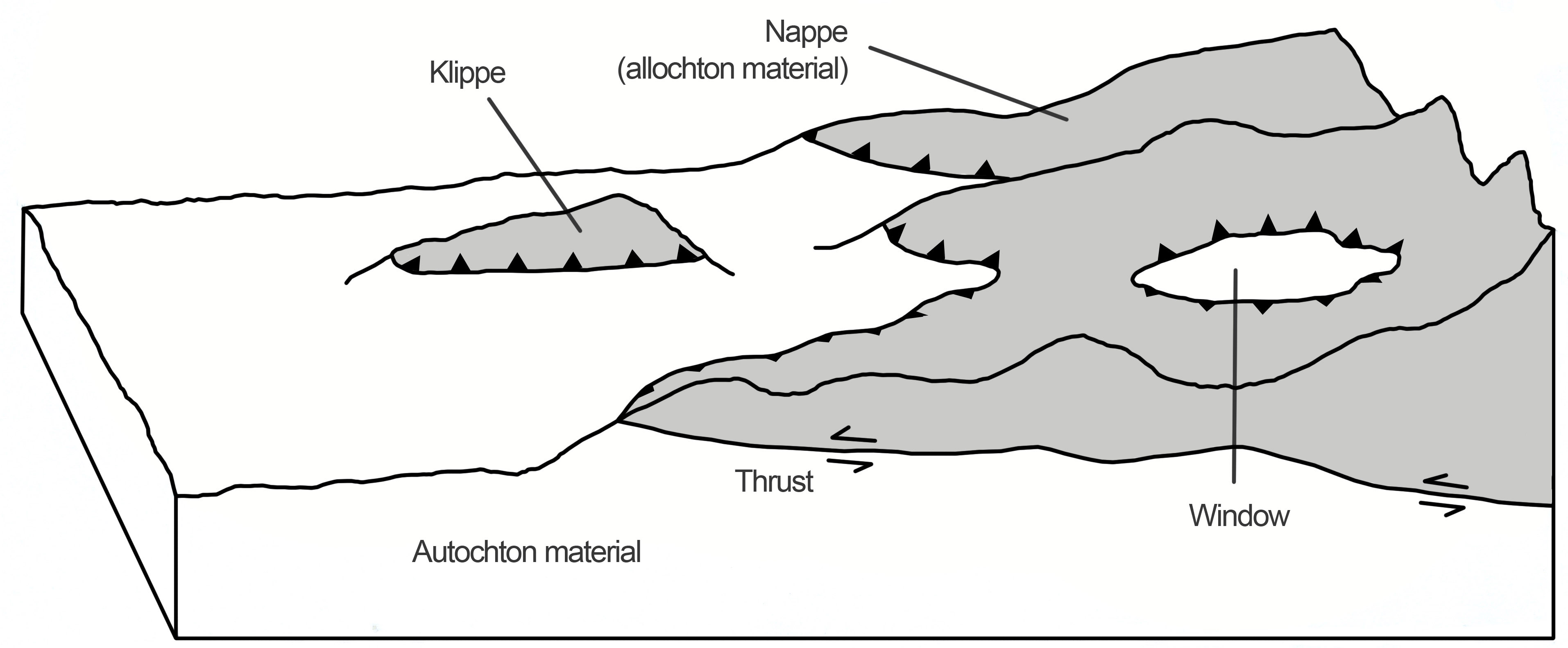
逆断层示意圖断层上盤稱爲推覆體，它遮蓋底下的原地岩体。推覆體的洞曝露原地岩体，為構造窗，推覆體被侵蝕后留下的山峰，稱爲飞来峰

推覆體（英語：nappe）是指在低角度逆衝斷層上方經遠距離位移的基本連續的大的平板狀岩席組成的外來系統，一般從其原始位置向斷層上方移動2公里以上。
推覆體形成於擠壓構造環境中，如大陸碰撞帶或活動俯衝帶的上覆板塊。通常推覆體在低角度斷層面被推動覆，產生的相連構造包括平卧褶皺、沿斷層面的剪切構造以及疊瓦狀逆衝疊層、構造窗（英語：tectonic window）和 飛來峰（英語：klippes）等。
推覆體通常被認為是擠壓構造運動造成，但也可由沿低角度斷層的重力滑坡造成。一般推覆體是在地表被推擠，在地表低壓和低溫下，岩石不具所需要的塑性能沿低角度斷層滑動。若岩層中有頁岩或蒸發岩。就可以充當構造潤滑劑。推覆體可沿潤滑劑移動。但通常降低斷層面摩擦阻力是由流體超壓，它能降低岩體的靜壓力，並能造成構造角礫岩或斷層泥，作為滑動面。.
推覆体的形成方式可分为冲断推覆体和褶皱推覆体：冲断推覆体由外来的构造岩席沿（逆）冲断层面大规模位移而形成；褶皱推覆体的外来构造岩席呈大规模的平卧褶皺.。